# Lipas
Lipaser är enzymer som spjälkar lipider (fett, exempelvis triglycerider). Mer specifikt är det esterbindningar som hydrolyseras. Eftersom lipider finns i alla kända organismer är lipaser vanligt förekommande.

## Människan
Olika lipaser i matsmältningskanalen spjälkar de lipider som intagits med födan. Det utsöndras framförallt från bukspottkörteln (pankreatiskt lipas) och frisätts i tolvfingertarmen (duodenum). Det finns även ett tunglipas (lingualt lipas) som frisätts från de Ebnerska körtlarna på tungans översida. Vidare frisätts även små mängder i magsäcken (gastriskt lipas). Både lingualt och gastriskt lipas är funktionsdugliga i den sura miljö som råder i magsäcken. Dessa lipaser är av betydelse särskilt för små barn, där bukspottskörteln ännu inte är i full funktion, samt för personer där någon sjukdom drabbat bukspottskörteln.
Det finns även leverlipas (hepatiskt lipas), lysosomalt lipas och endotelialt lipas. Dessa lipaser spjälkar framförallt kroppens egna fetter. Ett annat viktigt lipas är hormonkänsligt lipas som styr frisättningen av fettsyror från kroppens fettdepåer (fettceller) vilket regleras av glukagon och insulin.

## Svampar
Många jästsvampar tillverkar lipaser. Dessa används i organisk syntes för att ge en specifik enantiomer av exempelvis läkemedel. Andra användningsområden är behandling av pappersmassa för att avlägsna hartsfläckar och i tvättmedel för liknande syften med textilier.